# Örebro slottslän

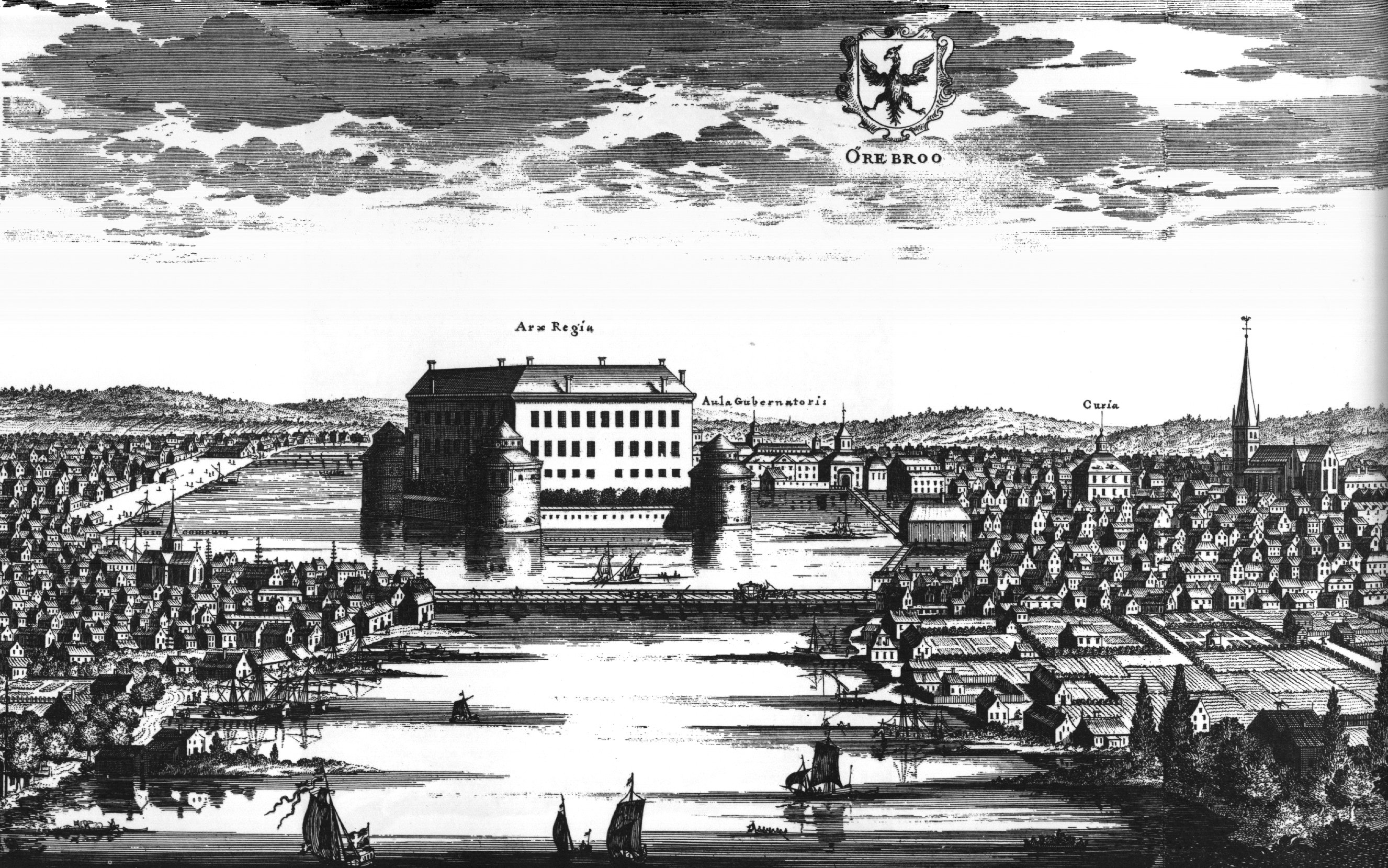
Örebro slott omkring 1700

Örebro slottslän var ett slottslän i landskapet Närke. Det fanns sedan tiden då Sverige ingick i Kalmarunionen från tidigt 1400-tal. Länets administrativa centrum  var Örebro slott.
Länet omfattade intill 1500-talet alla härader i Närke utom Sundbo härad och Noraskog.
Under Vasatiden blev slottslänen mer centralstyrda och fick mer karaktären av fögderier och flera nya fögderier bildades inom de tidigare slottslänen. Från 1554 delades länet upp i följande fögderier: slottsfögderiet som enbart omfattade slottet, ett för Hardemo, Grimsta och Kumla, ett för Sundbo (till 1573), ett för Sköllersta och Asker (till 1559 då det del av Kumla m.fl. fögderi), ett för Glanshammar (1549–1561 benämnt Kägleholms län samt 1585–1586, övrig tid i fögderi med Noraskog.
Slottslänet upphörde när Närkes och Värmlands län bildades 1634, och var sedan kärnan i det nutida Örebro län som bildades 1639/1779. 

## Slottsfogdar och hövitsmän (1200–1525)
Följande personer var slottsfogdar på Örebro slott (och i vissa fall läntagare) från slutet av 1200-talet fram till ca 1525:
- Möjligen Kristiern från Öland, ca 1200.
- Knut Mattsson, aduocatus 1347–48
- Rudolf von der Dollen, advocatus castri Orabroensis 1377
- Kort von Allen, 1386
- Algot Magnusson (Sture), 1392
- Jowan, Ørabroo Slotts Foghäde, 1403
- Peter Magnusson, vppa Øræ bro, 1405
- Edele fäste Konung Erik Foghäde ok Embitsman, 1411
- Jöns Laurensson (Hallkvedsätten), Høwidzman ofver Ørebroo ok Laghløsa køpungh 1413–15 (–1419?)
- Olof Grijs, 1422
- Åke Axelsson Tott, 1432
- Mathias Kettilberg, 1434
- Nils Engelbrektsson, 1434
- Engelbrekt Engelbrektsson, 1435–36
- Nils Nilsson, 1436–1438
- Gregers Bengtsson, höfwidsman på Örebro hus 1445
- Nils Jönsson (Oxenstierna), 1448–50
- Erengisle Nilsson d.y., 1450–52
- Karl Bengtsson (Färla), 1452
- Gustav Olofsson (Stenbock), 1454
- Erik Pedersson (Tott), 1456
- Erik Jönsson (Hallkvedsätten), före 1457
- Erik van Lipen (1458?–1464)
- Kettil Karlsson (Vasa), 1464–65
- Erik Nilsson (Oxenstierna), 1465–67
- Nils Svensson, 1469
- Borkvard Hansson, 1478–81
- Svante Nilsson (Sture), 1482–98
- Jöns Falster, 1497–1501
- Erik Eriksson, 1502
- Hemming Gagge, 1505
- Sander Arendsson, 1506
- Åke Johansson (Natt och Dag)
- Folke Gregersson (Lillie af Greger Mattssons ätt)
- Åke Hansson (Tott), 1507–10 (läntagare)
- Sten Svantesson Sture, 1510 (läntagare)
- Gustav Torstensson (1507–12) (fogde)
- Erik Abrahamsson (Leijonhufvud), (läntagare)
- Anders Persson

## Ståthållare (1525–1634)
Följande personer var ståthållare på Örebro slott innan landshövdingarnas tid:
1. Lars Siggesson (Sparre) 1525–
2. Jost Kursell 1574–
3. Bengt Gabrielsson Oxenstierna (d.ä.) 1580–
4. Magnus Brahe 1592–
5. Bo Ribbing 1606–
6. Axel Ryning 1615
7. Bror Rålamb 1622–1624
8. Karl Bonde 1628–1634